# Pic Potrerillo
Le pic Potrerillo est un sommet de Cuba à 931 mètres d'altitude, situé dans l'Escambray (ou massif de Guamuhaya) à 10 km au nord de Trinidad.